# Cyanotiphia ruficauda

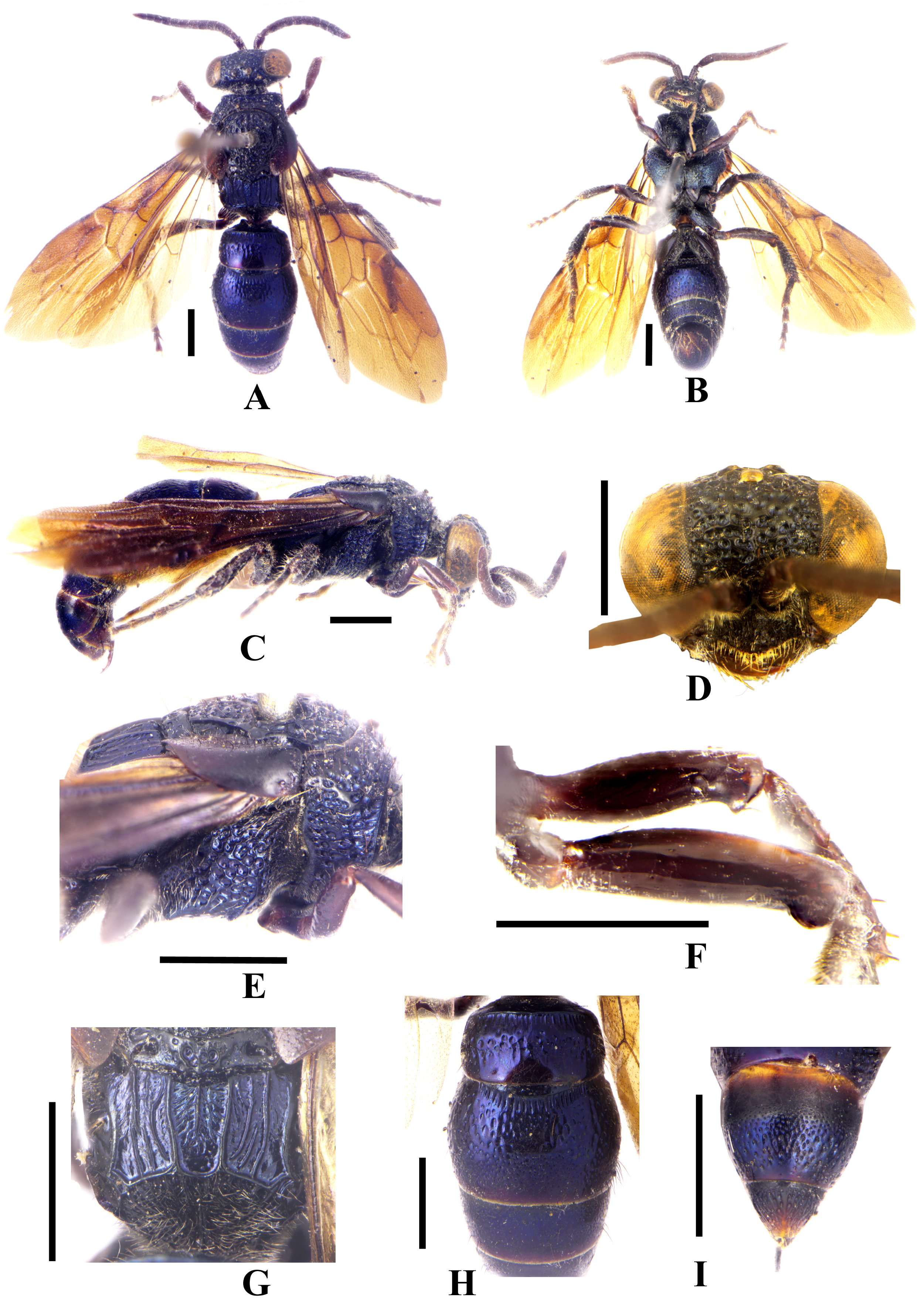
Самец

Cyanotiphia ruficauda (лат.) — вид мелких ос, единственный в составе рода Cyanotiphia из семейства Tiphiidae (Tiphiinae). Индонезия: острова Калимантан (Сабах, Малайзия), Суматра, Ява (Индонезия).

## Описание
Внешне похожи на ос-немок (Mutillidae). Длина тела около 1 см. Самцов и самок рода Cyanotiphia можно узнать по следующему сочетанию признаков: 1) цвет тела металлический темно-синий; 2) наличие двух шпор на средних голенях;
3) средние и задние бёдра у самок цилиндрические, не расширены, как у других родов подсемейства Tiphiinae; 4) радиальная жилка переднего крыла с межкубитальной шпорой, как у Paratiphia; 5) тегулы крупные, около половины длины пронотума и мезонотума. Размеры самки (в мм): 9,5 мм, длина переднего крыла 7,7, высота головы 2,2, ширина головы 1,7, межусиковое расстояние 0,3, антенокулярное расстояние 0,3, глазо-оцеллярное расстояние 0,4, оцеллярно-затылочное расстояние 0,4, длина ареолы 0,7, базальная ширина ареолы 0,6, апикальная ширина ареолы 0,3, длина тегулы 1,4, ширина тегулы посередине 0,7 мм. Размеры самца (в мм): длина тела 7,8, длина переднего крыла 5,4, высота головы 2, ширина головы 1,3, межусиковое расстояние 0,3, антенокулярное расстояние 0,1, глазо-оцеллярное расстояние 0,2, глазково-затылочное расстояние 0,2, длина ареолы 0,6, ширина ареолы в основании 0,4, ширина ареолы на вершине 0,2, длина тегулы 1, ширина тегулы посередине 0,5 мм. Цвет: тело металлически синее, кроме чёрных тегулы, ног и жвал; усики коричневые; переднее крыло очень тёмное, стигма тёмная; вершинная половина тергита Т7 рыжая. Вид был впервые описан в 1907 году британским энтомологом Peter Cameron (1847—1912) по единственной самке и лишь спустя более ста лет нашли самцов.